# Parapenaeus longirostris
Parapenaeus longirostris är en kräftdjursart som först beskrevs av Lucas 1846.  Parapenaeus longirostris ingår i släktet Parapenaeus och familjen Penaeidae. Inga underarter finns listade i Catalogue of Life.

## Bildgalleri

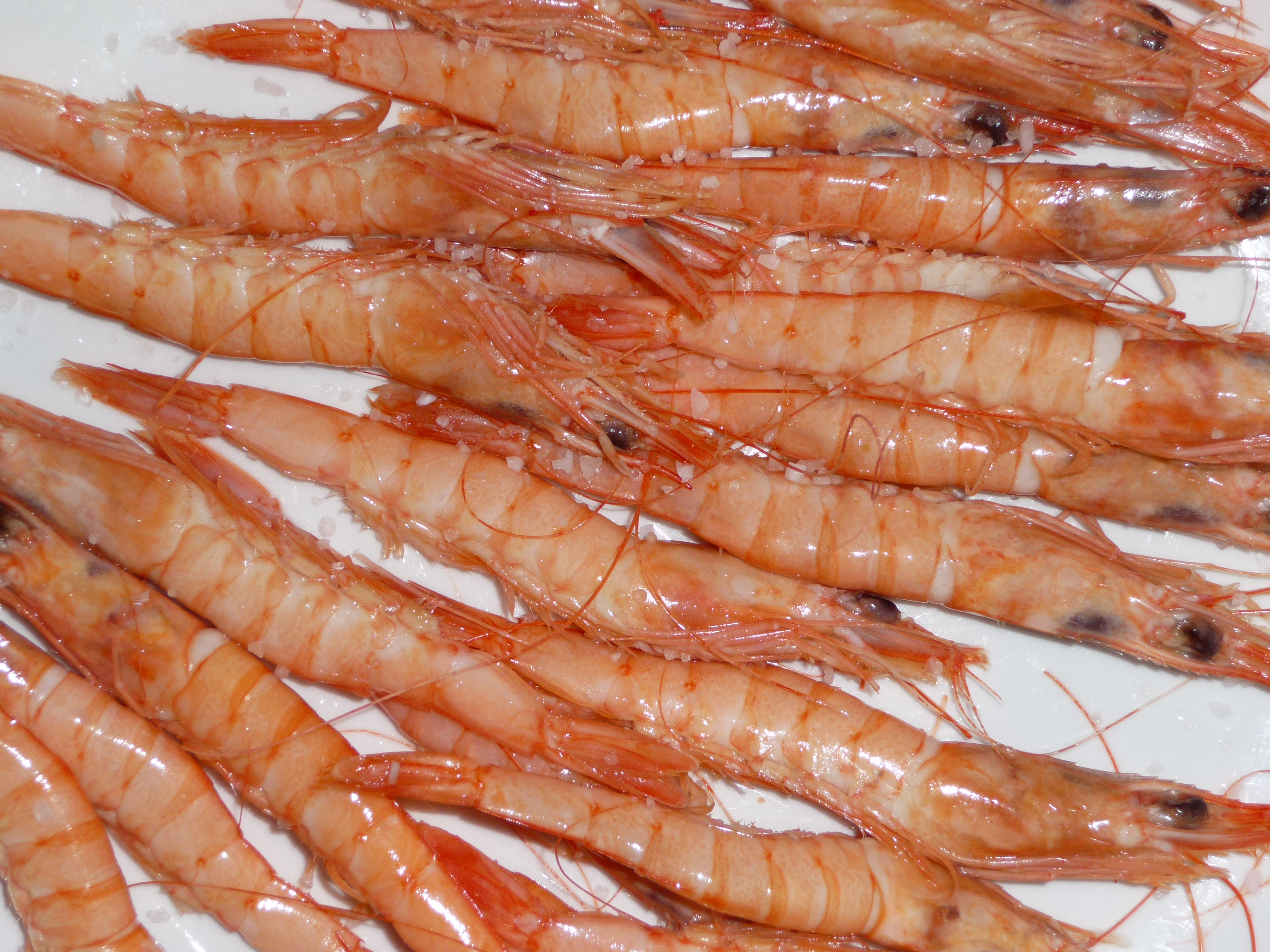